# Charmouth
Charmouth är en ort och civil parish i Storbritannien.   Den ligger i kommunen Dorset och riksdelen England, i den södra delen av landet, 210 km väster om huvudstaden London. Charmouth ligger 18 meter över havet och antalet invånare är 1 687.
Terrängen runt Charmouth är platt åt nordost, men åt nordväst är den kuperad. Havet är nära Charmouth söderut.  Närmaste större samhälle är Axminster, 8,4 km nordväst om Charmouth.